# Theodor Richter
Hieronymus Theodor Richter, född 21 november 1824 i Dresden, Tyskland, död 25 september 1898 i Freiberg, var en tysk kemist och metallurg, som 1871 blev professor i metallurgi och proberkonst vid Bergsakademien i Freiberg samt var 1875-96 dess direktör. Han deltog livligt i den nya utvecklingen av bergverken i Freiberg och upptäckte 1863 tillsammans med Ferdinand Reich metallen indium. Efter Carl Friedrich Plattners död 1858 fortsatte Richter utgivningen av dennes verk.

## Biografi

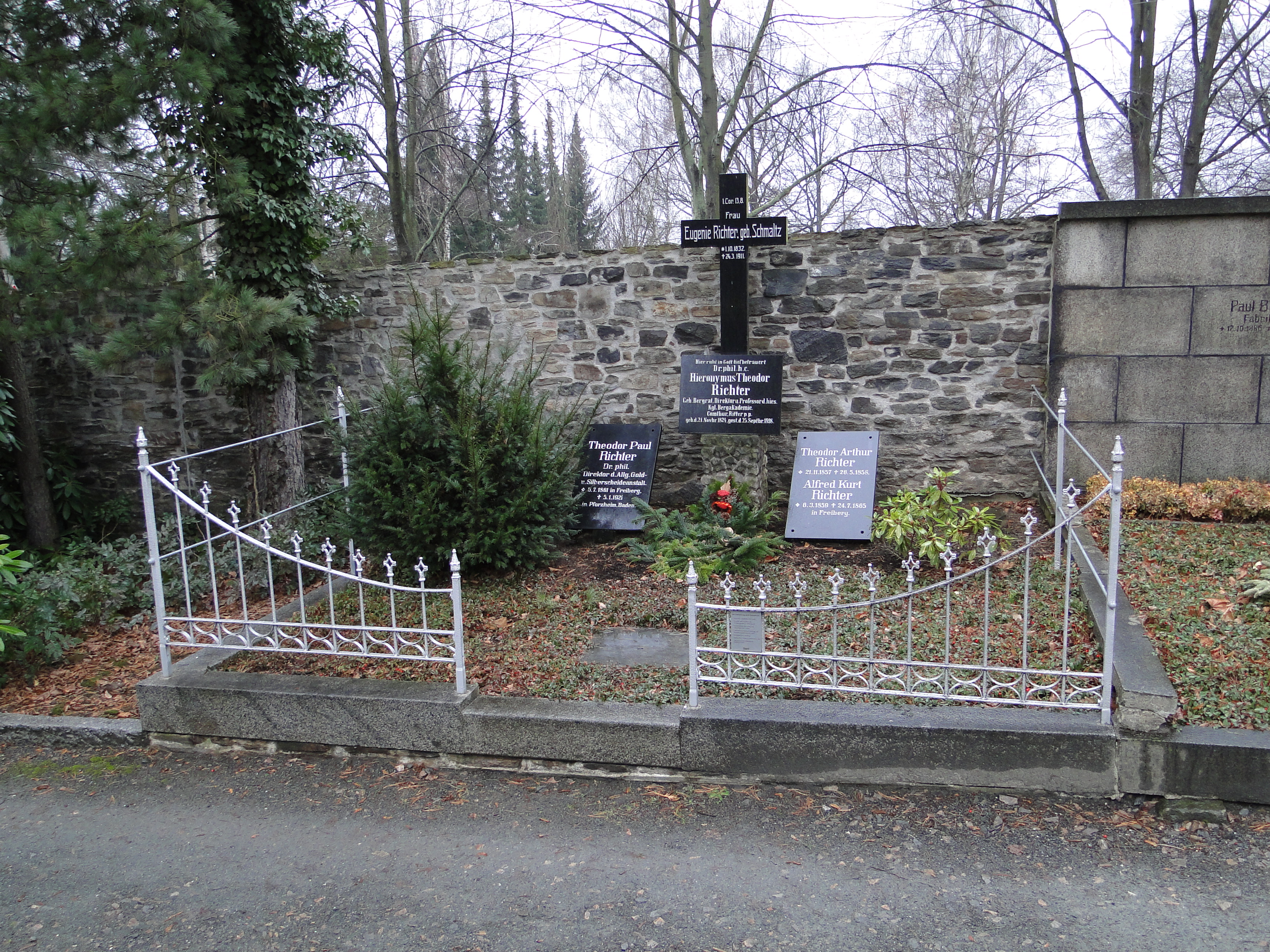
Richters grav i Freiberg.

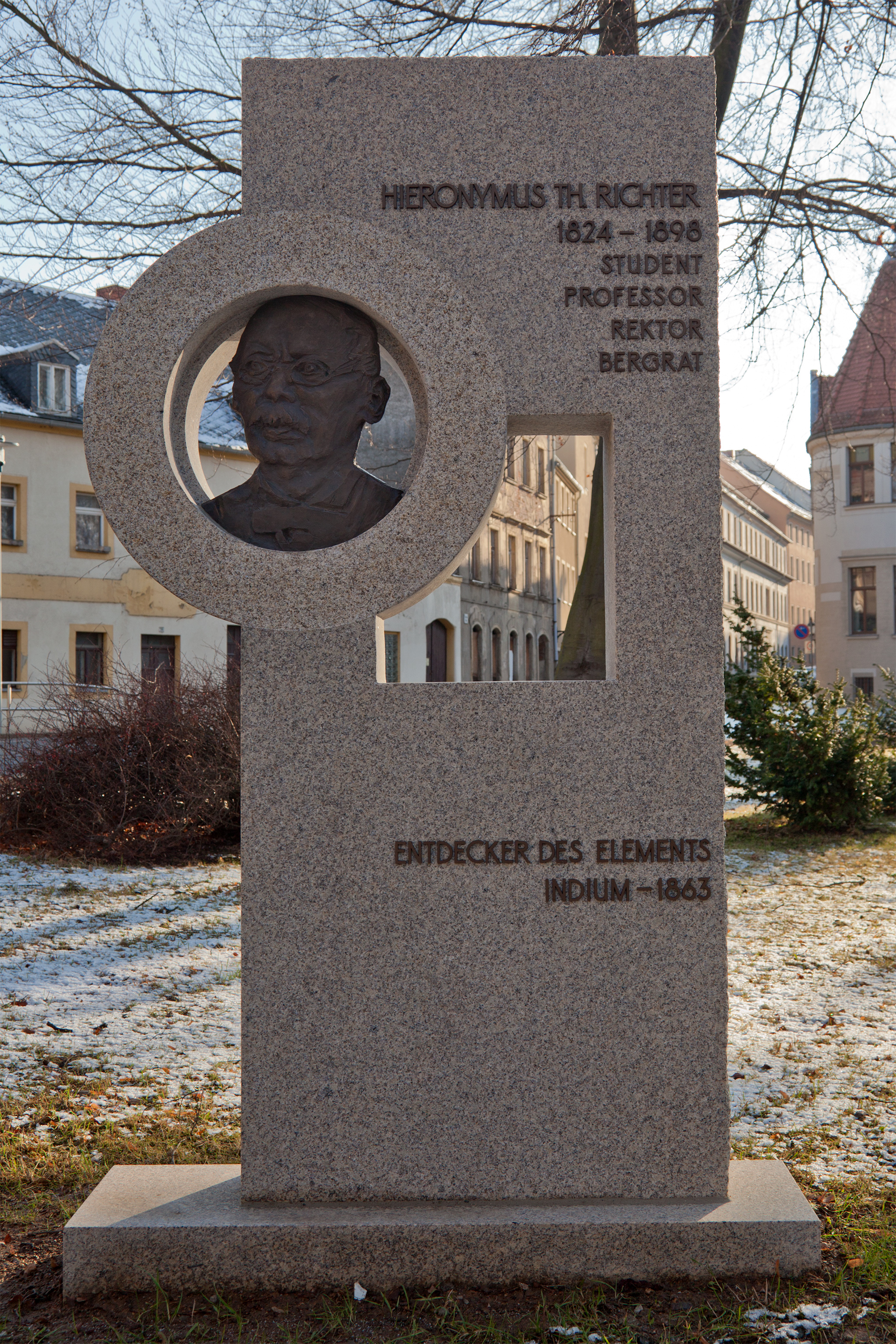
Monument i Freiberg, Wallstraße.

Richter avslutade först en lärlingsutbildning som apotekare. Från 1843 till 1847 studerade han vid Bergakademie Freiberg (bland annat med Carl Friedrich Plattner) och blev medlem i kåren Saxo-Borussia Freiberg. Han arbetade sedan på Freiberger Hüttenwerke, från 1853 som metallurgisk kemist.
Richter avled i Freiberg 1898 och begravdes i Donatsfriedhof.  

## Karriär och vetenskapligt arbete
År 1857 representerade han sin lärare Plattner vid Bergakademie och 1857 blev han Oberhüttenamtsassessor. År 1863 blev han professor i blåsrörsprovning vid Freiberg Mining Academy. Från 1866 till 1873 ledde han också freiberger Hüttenwerkes metallurgiska laboratorium. Han ägnade sig därefter åt föreläsningar om metallurgi och metallurgisk sondering. År 1867 tilldelades han ett hedersdoktorat vid universitetet i Leipzig. År 1873 blev han professor i metallurgi och metallurgisk provning där.
Från 1875 till 1896 arbetade Richter som rektor (magnificus) för Bergakademie och var den siste av Freibergs rektorer som valdes för detta ämbete på livstid. År 1890 valdes han till medlem av Vetenskapsakademien Leopoldina.  
Richters viktigaste prestation var spektralanalysen av den svarta zinkblandningen, där han upptäckte det kemiska grundämnet indium tillsammans med Ferdinand Reich 1863. Namnet Indium valdes av upptäckarna på grund av den indigoblå spektralfärgen.